# Tafelrond

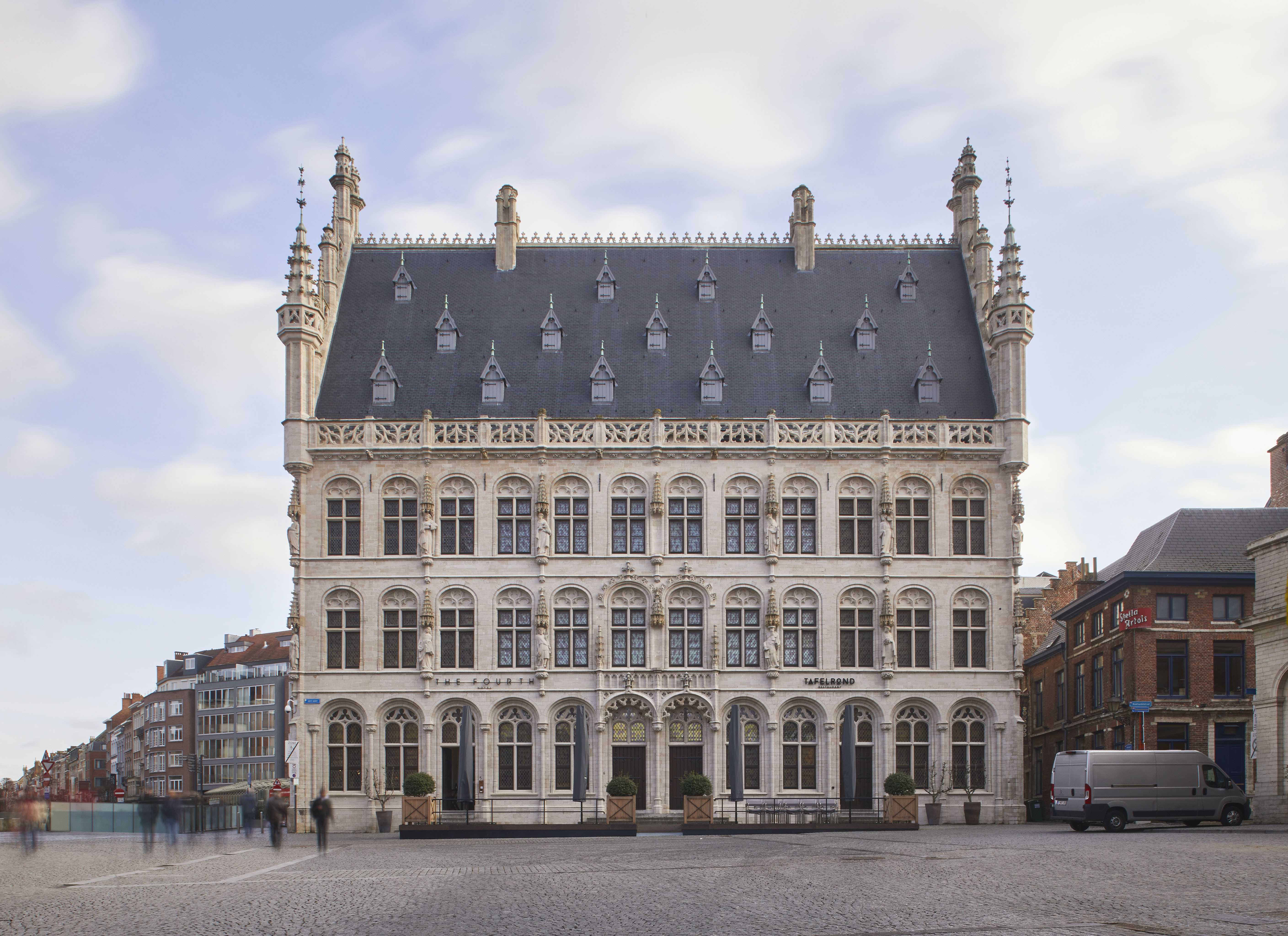
Voorgevel in 2019

Het Tafelrond is een neogotisch gebouw aan de oostkant van de Grote Markt in Leuven. Het is al de derde versie van het gebouw, dat oorspronkelijk werd opgetrokken in de jaren 1480. De eerste was gotisch en de tweede neoclassicistisch. Van 1930 tot 2002 was de Nationale Bank er gevestigd. De naam komt van het gegeven dat de burgers van de stad er eeuwenlang konden vergaderen.

## Historiek

### Eerste Tafelrond
Aan de oostkant van de Grote Markt stonden in de middeleeuwen drie huisjes. Het stadsbestuur vond dat tussen de Sint-Pieterskerk en het stadhuis een gebouw van groter allure mocht staan. De bouw van het gotische Tafelrond begon in 1480 naar een ontwerp van Matthijs de Layens, dezelfde architect van het stadhuis. Na diens dood in 1483 werd het voltooid door Jan de Mesmaeker. De bouw werd nog onderbroken omdat de Leuvenaars in Luik vochten in de strijd van prins-bisschop Lodewijk van Bourbon. In 1487 was het klaar. 
Het Tafelrond was een samenhangend architectonisch geheel van drie grote huizen: in het midden het eigenlijke "Tafelront", rechts ervan "Sint-Joris" en links "Spaegnen". Elk van deze huizen had een deur met trap. In de glasramen op het (hoog gelegen) gelijkvloers stonden talrijke wapenschilden afgebeeld. Het imposante dak had meerdere dakkapellen en torentjes, te vergelijken met het stadhuis van Leuven. De huizen werden door de stad als vergaderlokaal verhuurd aan de Leuvense sociëteiten: rederijkerskamers, schuttersgilden en andere verenigingen. Mettertijd werd de naam Tafelrond gebruikt om het geheel aan te duiden. In 1553 werd het gebouw lelijk vernield door een brand, na een feest van de schuttersgilde. Gedurende tien jaar konden de Leuvenaars er niet vergaderen. Later werd het hersteld. Drie namen die in de 18e eeuw gegeven werden waren, van links naar rechts, Keizerskroon, Kroon van Spanje en Kroon van Frankrijk. Begin 19e eeuw was het gebouw erg vervallen.

### Tweede Tafelrond
Het stadsbestuur besloot in 1817 het Tafelrond te slopen en te vervangen door een neoclassicistisch gebouw, volgens de heersende trend in die periode. Edward Van Even vond het achteraf jammer dat hiermee het gotische aspect, in harmonie met de Sint-Pieterskerk en het stadhuis, verloren ging. Het middeleeuwse gebouw ging in 1818 tegen de vlakte, waarbij één arbeider gedood werd. In het stadsbestuur werd gesproken over de nieuwe functie van het Tafelrond; het idee van verkaveling van de grond werd afgewezen. Het nieuwe gebouw werd een ontwerp van Charles Vander Straeten. De bouw liep van 1829 tot 1832. Het witgepleisterde gebouw werd verhuurd aan de Société de l'Académie de Musique, die het gebruikte voor theatervoorstellingen en muziekuitvoeringen. In de schouwburgzaal was plaats voor 980 toeschouwers. Dit gebouw werd in puin gelegd tijdens de Verwoesting van Leuven in augustus 1914.

### Derde Tafelrond
Nog tijdens de Eerste Wereldoorlog werd besloten het Tafelrond terug op te richten, en zich daarvoor te baseren op het oude Tafelrond-gebouw van De Layens. Architect werd de Antwerpenaar Max Winders. De Nationale Bank, die haar filiaal op de Volksplaats (Ladeuzeplein) had verloren, trad op als geldschieter en bouwheer van het nieuwe gebouw. In 1926 begonnen de werken. Het bankgebouw werd in gebruik genomen in 1930, maar de werkzaamheden gingen nog door tot 1937.
De nissen werden opgevuld met beelden van Ernest Wijnants en stellen belangrijke figuren voor uit het bank- en financiewezen, in een neogotisch kleedje gestoken. Tijdens de begindagen van de Tweede Wereldoorlog raakte het Tafelrond beschadigd. In 2002 verliet de Nationale Bank het gebouw.

### Herbestemming
In juni 2005 werd het Tafelrond openbaar verkocht. De koper was de West-Vlaamse Leuvenaar Jan Callewaert (toen stichter en CEO van technologiebedrijf Option en voorzitter van voetbalclub Oud-Heverlee Leuven). De kostprijs was 6,4 miljoen euro. Dat er een luxehotel zou komen, lekte in 2010 uit. In 2012 maakte Callewaert bekend dat het gebouw herbestemd zou worden tot hotel en restaurant, studio voor praatprogramma's en appartementen. Architect werd Architectenbureau Dugardyn (Brugge) i.s.m. DECLERCKDAELS architecten (Roeselare) en Stéphane Boens (Sint-Martens-Latem), ingenieursbureau werd Stabo. 
De heropening werd gevierd op 30 juni 2016. Het restaurant Tafelrond met 90 couverts opende op 23 augustus 2016. Chef-kok werd Wouter Van der Vieren, voormalig chef bij Clandestino, The Wy Brussels en Likoké van Piet Huysentruyt. Het hotel The Fourth (TH4TH), opende in de zomer van 2017 na enige vertraging de deuren met 44 kamers. Daarnaast is er bijkomende zit- en eetplaats voor 45 in een binnentuin, een private diningroom met 45 plaatsen, een orangerie voor recepties, een eventruimte met 50 plaatsen en een opnamestudio voor livedebatten en lezingen.
Het hotel kwam in opspraak na ontvangst van de zevende sultan van Oman, Qaboes bin Said Al Said. Zijn gedrag werd bekritiseerd en bovendien werden de boekingen van de aanwezige hotelgasten stante pede geannuleerd om aanpassingen door te voeren voor de sultan. Het hotel heeft dankzij deze opknapbeurt een extra ster verworven.
In januari 2017 verliet Van der Vieren het Tafelrond-restaurant. Hij werd opgevolgd door Kwinten De Paepe.

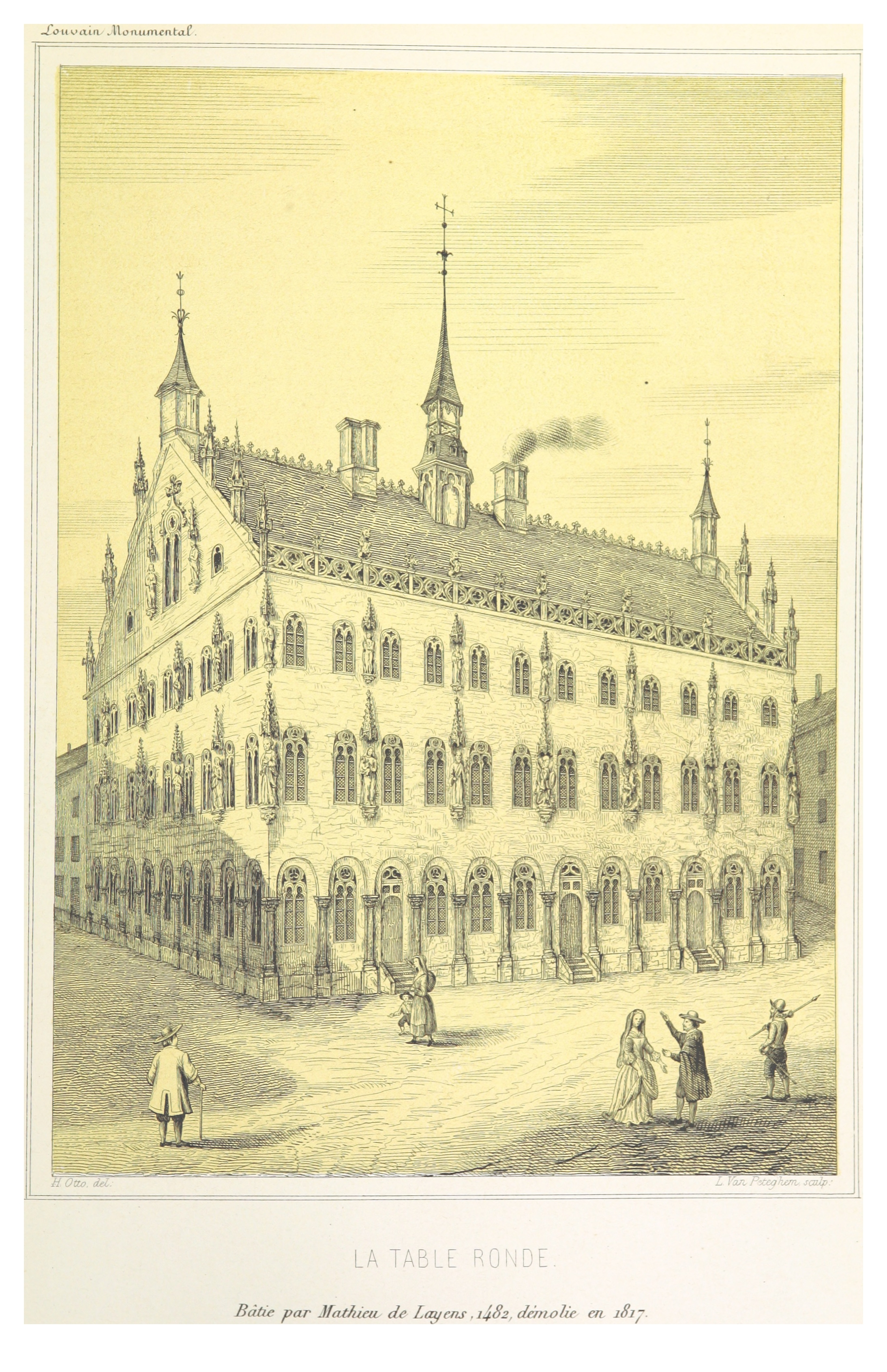
Eerste Tafelrond (1487-1818)
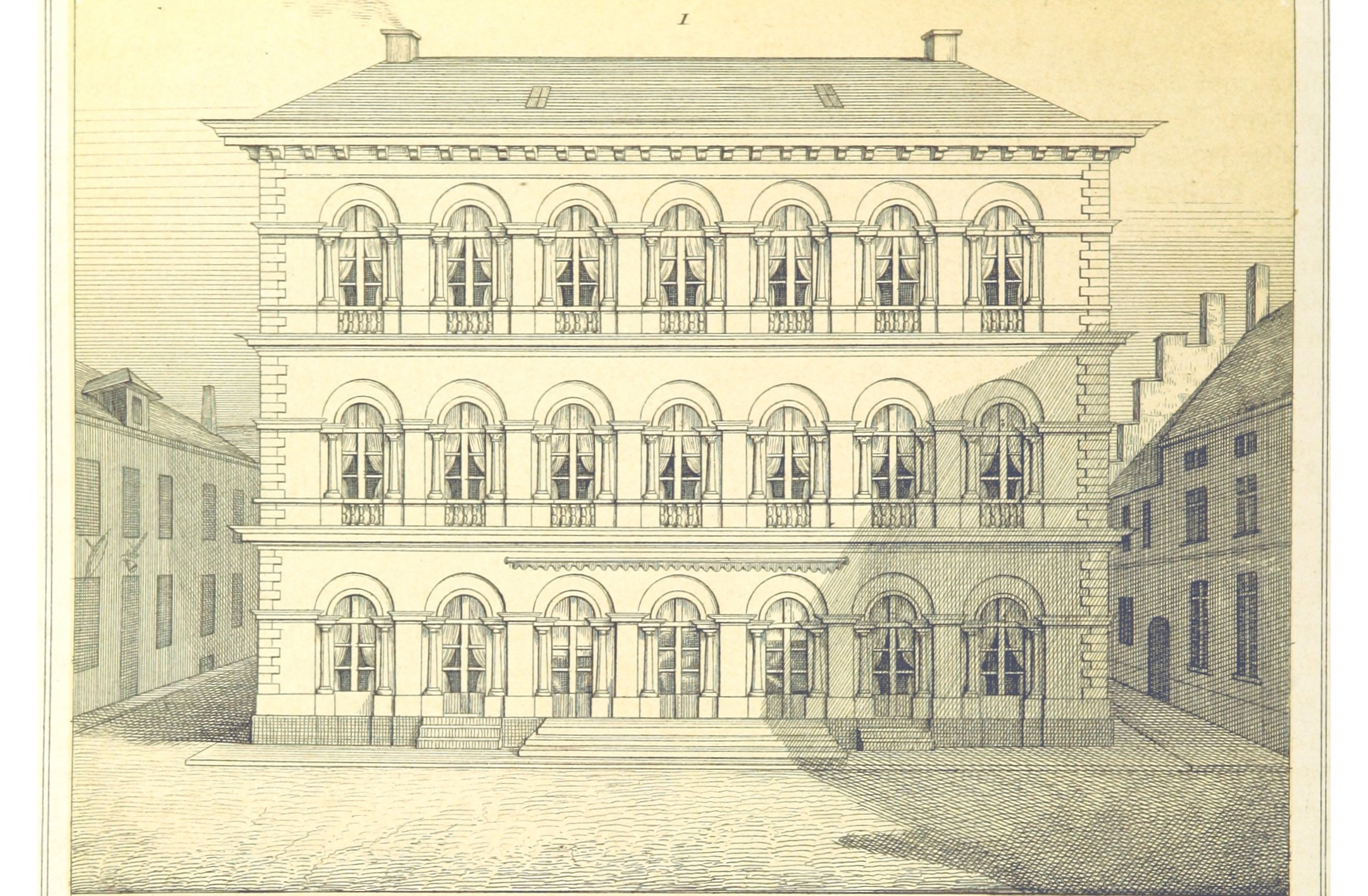
Tweede Tafelrond (1832-1914)
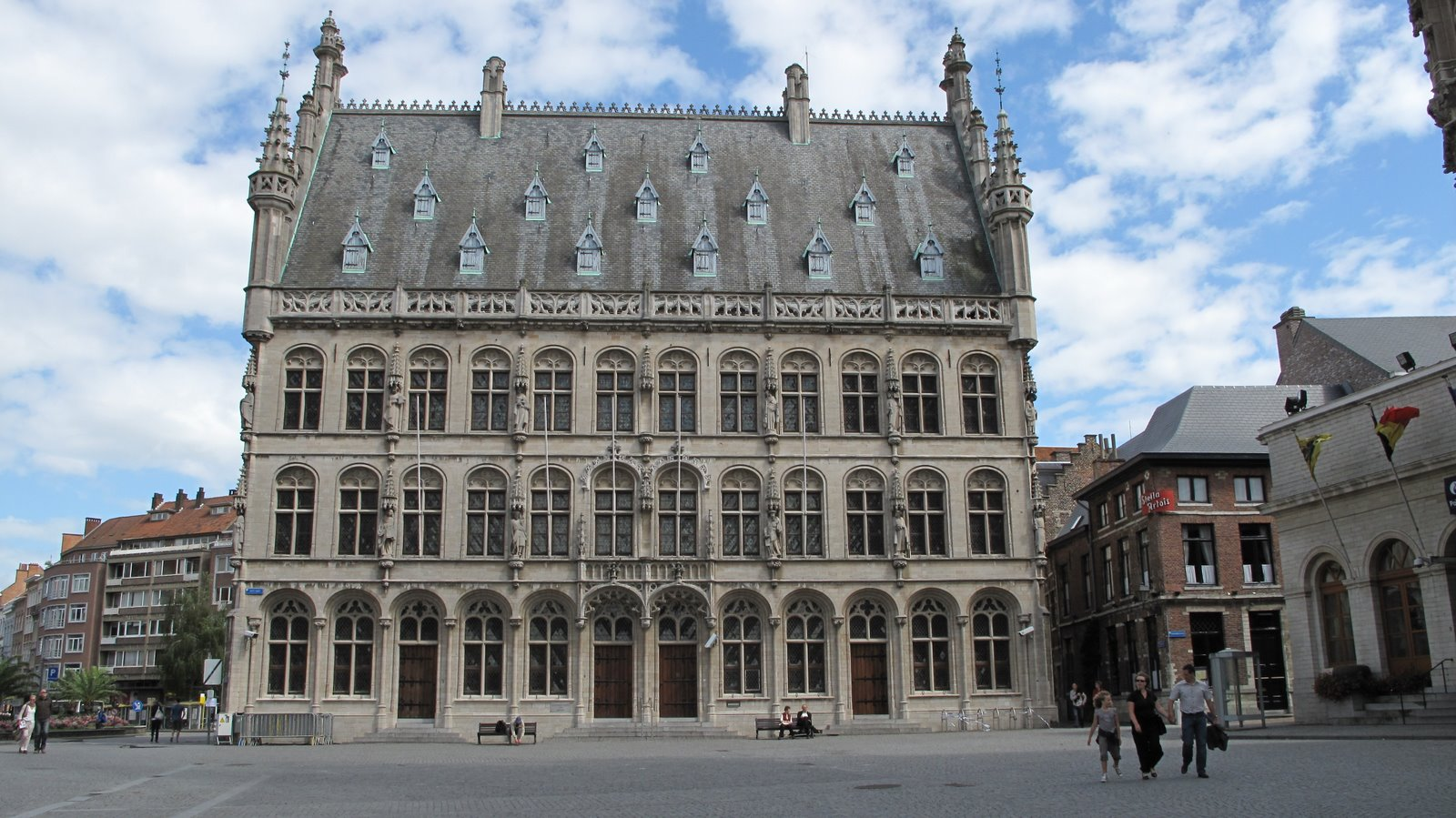
Derde Tafelrond (1930/37-2012)
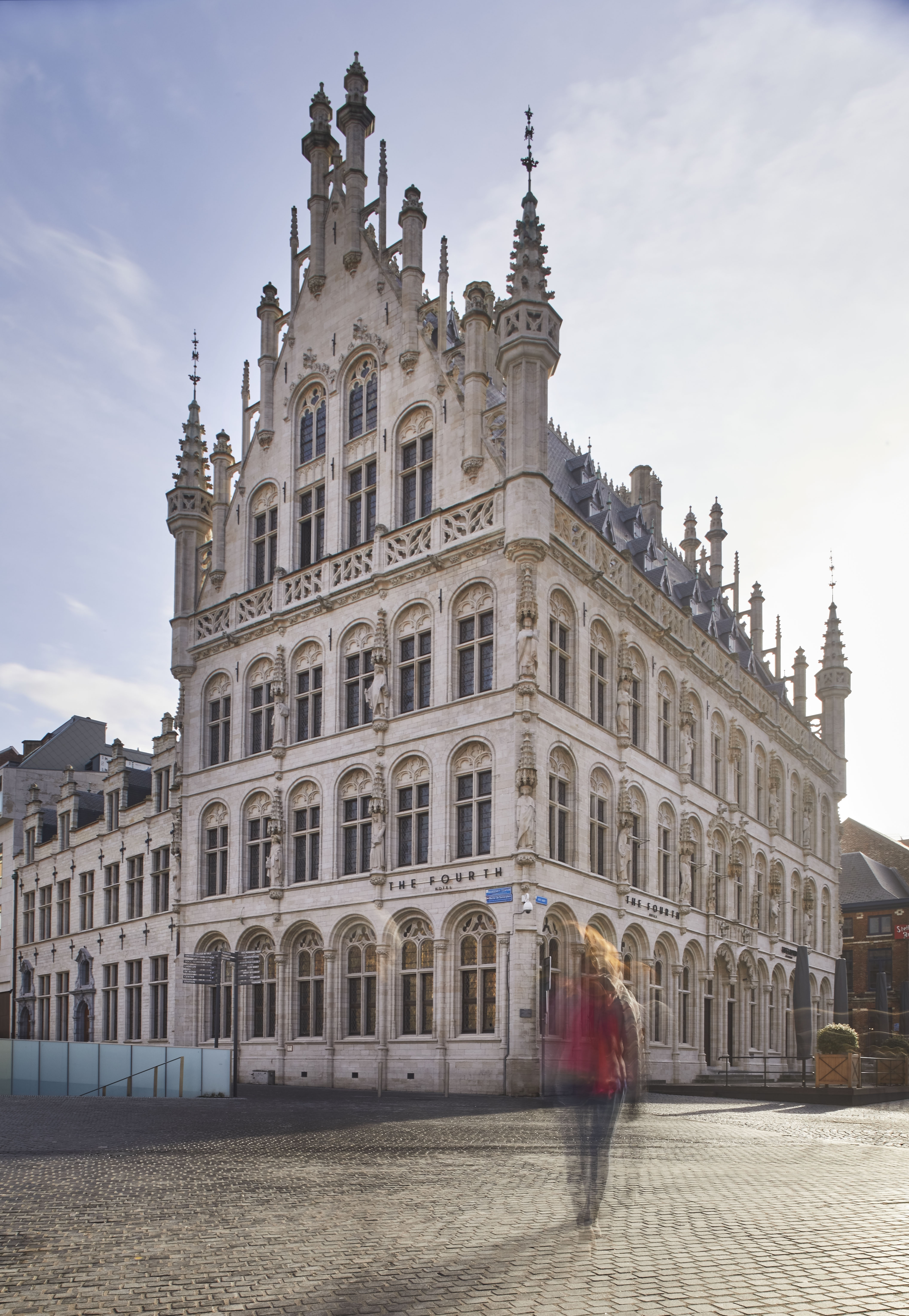
Zijgevel